# Lîcikove, Mahdalînivka
Lîcikove (în ucraineană Личкове) este localitatea de reședință a comunei Lîcikove din raionul Mahdalînivka, regiunea Dnipropetrovsk, Ucraina.

## Demografie
Componența lingvistică a localității Lîcikove
     Ucraineană (94,37%)
     Rusă (4,75%)
     Alte limbi (0,47%)
Conform recensământului din 2001, majoritatea populației localității Lîcikove era vorbitoare de ucraineană (94,37%), existând în minoritate și vorbitori de rusă (4,75%).